# Suriname aux Jeux olympiques d'été de 2024
Le Suriname participe aux Jeux olympiques de 2024 à Paris. Il s'agit de sa 15e participation à des Jeux olympiques d'été.
Les nageurs Irvin Hoost (sr) et Kaelyn Ciara Suryanti Djoparto sont nommés porte-drapeaux de la délégation en juillet 2024,..

## Nombre d’athlètes qualifiés par sport
Voici la liste des qualifiés et sélectionnés surinamiens par sport (remplaçants compris) :
| Sport                                 | Hommes | Femmes | Total |
| ------------------------------------- | ------ | ------ | ----- |
| Athlétisme                            | 1      | -      | 1     |
| Badminton                             | 1      | -      | 1     |
| Cyclisme                              | 1      | -      | 1     |
| Sports aquatiques • Natation sportive | 1      | 1      | 2     |
| Total                                 | 4      | 1      | 5     |

## Résultats

### Athlétisme

#### Hommes
| Athlètes    | Épreuve | Tour préliminaire | Tour préliminaire | Premier tour | Premier tour | Demi-finales | Demi-finales | Finale  | Finale  |
| Athlètes    | Épreuve | Temps             | Rang              | Temps        | Rang         | Temps        | Rang         | Temps   | Rang    |
| ----------- | ------- | ----------------- | ----------------- | ------------ | ------------ | ------------ | ------------ | ------- | ------- |
| Jalen Lisse | 100 m   | 10 s 64 PB        | 4e                | Éliminé      | Éliminé      | Éliminé      | Éliminé      | Éliminé | Éliminé |

### Badminton
| Athlète    | Compétition   | Phase de groupes       | Phase de groupes               | Phase de groupes | 1/8e de finale   | Quarts de finale | Demi-finales     | Finale / 3e place | Finale / 3e place |
| Athlète    | Compétition   | Adversaire Score       | Adversaire Score               | Rang             | Adversaire Score | Adversaire Score | Adversaire Score | Adversaire Score  | Rang              |
| ---------- | ------------- | ---------------------- | ------------------------------ | ---------------- | ---------------- | ---------------- | ---------------- | ----------------- | ----------------- |
| Sören Opti | Simple hommes | Shi Défaite 5-21, 7-21 | Toti (en) Défaite 8-21, 1-4ab. | 3e du gr. A      | Éliminé          | Éliminé          | Éliminé          | Éliminé           | Éliminé           |

### Cyclisme

#### Piste
| Athlète         | Compétition                 | Qualification       | Qualification | 32ème de finale                        | Repêchages 1                              | 16ème de finale                       | Repêchages 2                       | 8ème de finale           | Repêchages 3             | Quarts de finale         | Demi-finales             | Finale Match de classement | Finale Match de classement |
| Athlète         | Compétition                 | Temps Vitesse       | Rang          | Adversaire Temps Vitesse               | Adversaire Temps Vitesse                  | Adversaire Temps Vitesse              | Adversaire Temps Vitesse           | Adversaire Temps Vitesse | Adversaire Temps Vitesse | Adversaire Temps Vitesse | Adversaire Temps Vitesse | Adversaire Temps Vitesse   | Rang                       |
| --------------- | --------------------------- | ------------------- | ------------- | -------------------------------------- | ----------------------------------------- | ------------------------------------- | ---------------------------------- | ------------------------ | ------------------------ | ------------------------ | ------------------------ | -------------------------- | -------------------------- |
| Jaïr Tjon En Fa | Vitesse individuelle hommes | 9 s 637 74,712 km/h | 23e           | Richardson Défaite 9 s 815 74,496 km/h | Spiegel Zhou Victoire 9 s 999 72,007 km/h | Iakovlev Défaite 10 s 052 72,764 km/h | Rudyk Défaite 10 s 927 72,963 km/h | Éliminé                  | Éliminé                  | Éliminé                  | Éliminé                  | Éliminé                    | Éliminé                    |

| Athlète         | Compétition | 1er tour | Repêchages | Quarts de finale | Demi-finales | Finale (1-6) ou classement (7-12) |
| Athlète         | Compétition | Rang     | Rang       | Rang             | Rang         | Rang                              |
| --------------- | ----------- | -------- | ---------- | ---------------- | ------------ | --------------------------------- |
| Jaïr Tjon En Fa | Hommes      | 4e       | 4e         | Éliminé          | Éliminé      | Éliminé                           |

### Natation
| Athlète     | Épreuve          | Séries  | Séries | Demi-finales | Demi-finales | Finale  | Finale  |
| Athlète     | Épreuve          | Temps   | Rang   | Temps        | Rang         | Temps   | Rang    |
| ----------- | ---------------- | ------- | ------ | ------------ | ------------ | ------- | ------- |
| Irvin Hoost | 100 m nage libre | 52 s 99 | 68e    | Éliminé      | Éliminé      | Éliminé | Éliminé |

| Athlète         | Épreuve         | Séries  | Séries | Demi-finales | Demi-finales | Finale   | Finale   |
| Athlète         | Épreuve         | Temps   | Rang   | Temps        | Rang         | Temps    | Rang     |
| --------------- | --------------- | ------- | ------ | ------------ | ------------ | -------- | -------- |
| Kaelyn Djoparto | 50 m nage libre | 29 s 99 | 61e    | Éliminée     | Éliminée     | Éliminée | Éliminée |